# 奥伦巴赫
奥伦巴赫是德国巴伐利亚州的一个市镇。总面积22.73平方公里，总人口587人，其中男性291人，女性296人（2011年12月31日），人口密度26人/平方公里。